# Mansfield, Missouri
Mansfield är en ort i Wright County i Missouri. Vid 2010 års folkräkning hade Mansfield 1 296 invånare.